# Castilleja del Campo (kommunhuvudort)
Castilleja del Campo är en kommunhuvudort i Spanien.   Den ligger i provinsen Provincia de Sevilla och regionen Andalusien, i den sydvästra delen av landet, 400 km sydväst om huvudstaden Madrid. Castilleja del Campo ligger 111 meter över havet och antalet invånare är 640.
Terrängen runt Castilleja del Campo är platt. Runt Castilleja del Campo är det ganska tätbefolkat, med 120 invånare per kvadratkilometer. Närmaste större samhälle är Bollullos par del Condado, 18,8 km väster om Castilleja del Campo. Trakten runt Castilleja del Campo består till största delen av jordbruksmark.